# Kontrafakt (skladba)
Kontrafakt (též kontrafaktum, někdy též kontrafaktura z latinského contra - proti, facere - činit, dělat) je v hudební teorii (zejména v období baroka) označení pro skladbu či způsob hudební sazby, kdy původní text byl změněn za účelem využití hudby v jiném prostředí a k jiné funkci.
V 18. století byla tato praxe uplatňována v duchovní hudbě na kůrech českých kostelů, zejména v Praze za přispění zastupujícího kapelníka metropolitního svatovítského kůru, Josefa Antonína Sehlinga.
Soudobé italské operní árie byly přetextovány novým vhodným latinským náboženským textem a takto s původní hudbou byly využívány k hudebnímu doprovodu církevních obřadů.